# Rudra tenera
Rudra tenera är en spindelart som beskrevs av George William Peckham och Elizabeth Maria Gifford Peckham 1894. Rudra tenera ingår i släktet Rudra och familjen hoppspindlar. Inga underarter finns listade i Catalogue of Life.